# Hermann Nitsch
Hermann Nitsch (Viena, Alemania nazi, 29 de agosto de 1938 - Mistelbach, Austria, 18 de abril de 2022) fue un artista, pintor, escritor y compositor austriaco. Está considerado uno de los precursores del accionismo vienés.

## Obra
Fue conocido principalmente por su original (y polémica) forma de combinar la pintura, el teatro, la música y la esencia de los rituales religiosos y paganos. A finales de los años 50, desarrolló el concepto de la Orgen Mysterien Theater (Teatro de Orgías y Misterios), una especie de proyecto en el que sus ideas se fundían para dar lugar a “acciones” colectivas donde se exploraban de manera profunda y fiel las raíces y la fuerza del ritualismo antiguo, lo que ocasionaba que a veces se llevasen a cabo sacrificios a animales. Esto provocó el rechazo abierto de diversos grupos ecologistas, protestas que sin embargo, no modificaron su actitud, que desarrolló 100 actuaciones entre los años 1962 y 1998. Especialmente excepcional es la acción número 100 (1998), llevada a cabo durante seis días (sin pausas) y realizada en un antiguo castillo barroco situado al noroeste de Austria. Seis años después se publicó una versión reducida del evento (2 CD).
En 1966 participó en Londres con artistas como Gustav Metzger, Otto Muehl, Wolf Vostell y Juan Hidalgo en el Destruction In art Symposium (DIAS).
Además de su faceta como artista, Hermann Nitsch desarrolló también una extensa trayectoria profesional como compositor.